# 上間仁田
上間仁田（かみまにた）は、群馬県安中市の地名。郵便番号は379-0123。面積は1.96km2(2010年現在)。

## 地理
碓氷川右岸の南方に東西に長く広がる台地を古くから「横野」といい、この台地上に位置する。台地の北部分を「上間仁田」、南部分を「下間仁田」と称した。

### 河川
- 天神川

## 歴史
江戸時代頃からある地名である。はじめ旗本座光寺氏領、慶長6年に幕府領、天和2年に幕府領と旗本大草氏領に二分され、その後は幕府領を含めて旗本領や各藩領との相給支配が続き、天保14年からは幕府領と旗本大草氏、曽根氏の相給だった。

### 年表
- 1889年4月1日 町村制施行により、上間仁田村は中野谷村、鷺宮村、下間仁田村と合併して東横野村が成立する。
- 1955年3月1日 東横野村は、（旧）安中町、秋間村、磯部町、原市町、板鼻町、岩野谷村、後閑村と合併して安中町となる。そのため、安中町上間仁田となる。
- 1958年11月1日 市制施行により、安中町は安中市となる。そのため安中市上間仁田となる。

## 世帯数と人口
2017年（平成29年）7月31日現在の世帯数と人口は以下の通りである。
| 大字     | 世帯数  | 人口  |
| -------- | ------- | ----- |
| 上間仁田 | 192世帯 | 480人 |

## 教育
市立小・中学校に通う場合、学区は以下の通りとなる。
| 番地 | 小学校               | 中学校             |
| ---- | -------------------- | ------------------ |
| 全域 | 安中市立東横野小学校 | 安中市立第一中学校 |

## 交通

### 鉄道
同町に鉄道駅はない。

### 道路
国道は通っていない。県道は群馬県道212号安中富岡線が通っている。

## 施設
- 安中市ふるさと学習館

## 避難所
指定緊急避難場所
- 白山公園及び研修センター（鰻橋転作研修施設）[6]

指定避難所
- 学習の森  [7]

対象地区: 東横野5区・6区